# Tybblelunds gård
Tybblelunds gård ligger drygt fyra kilometer sydöst om Örebro slott och har anor från 1600-talet. Den flyttades på 1850-talet till dess nuvarande plats. 
Gården är kulturminnesmärkt och bestod ursprungligen av en huvudbyggnad och två flyglar, på 1970-talet monterades den västra flygeln ner och ersattes av en dansbana. Den östra flygeln (bagarflygeln) fick vara kvar. Till gården hör också ett antal ladugårdar. Gården kringgärdas av en stenmur och häckar. Det finns klassiska körsbärs-, päron och äppellundar på gården. I samband med att Örebro kommun sålde gården till en privatperson 2014 avstyckades Tybblelund och består idag av en areal på strax under två hektar.